# Bandeira da Adigueia
A Bandeira da Adigueia é um dos símbolos oficiais da República da Adigueia, uma subdivisão da Federação Russa. Foi inicialmente adotada em 1830 como símbolo da Circássia independente, abandonada e depois readotada pelo Parlamento da República em 24 de março de 1992. Esta bandeira também foi usado durante a Segunda Guerra Mundial pela Liga Caucasiana do Norte.

## Descrição
A bandeira consiste em retângulo verde com proporção largura-comprimento de 1:2 com doze estrelas amarelas dispostas em semicírculo e três flechas amarelas.

## Simbologia
As 12 estrelas significam 12 tribos circássias unidas no século XIX na luta pela independência e 3 flechas que, originalmente, representavam a bravura e a amizade entre as tribos. Atualmente as três setas cruzadas indicam sua unidade.
O Verde simboliza o Islã, assim como a vida, eternidade, e também uma das características naturais da república, em que quase 40 por cento do território é coberto por florestas.